# Royal Bank of Scotland

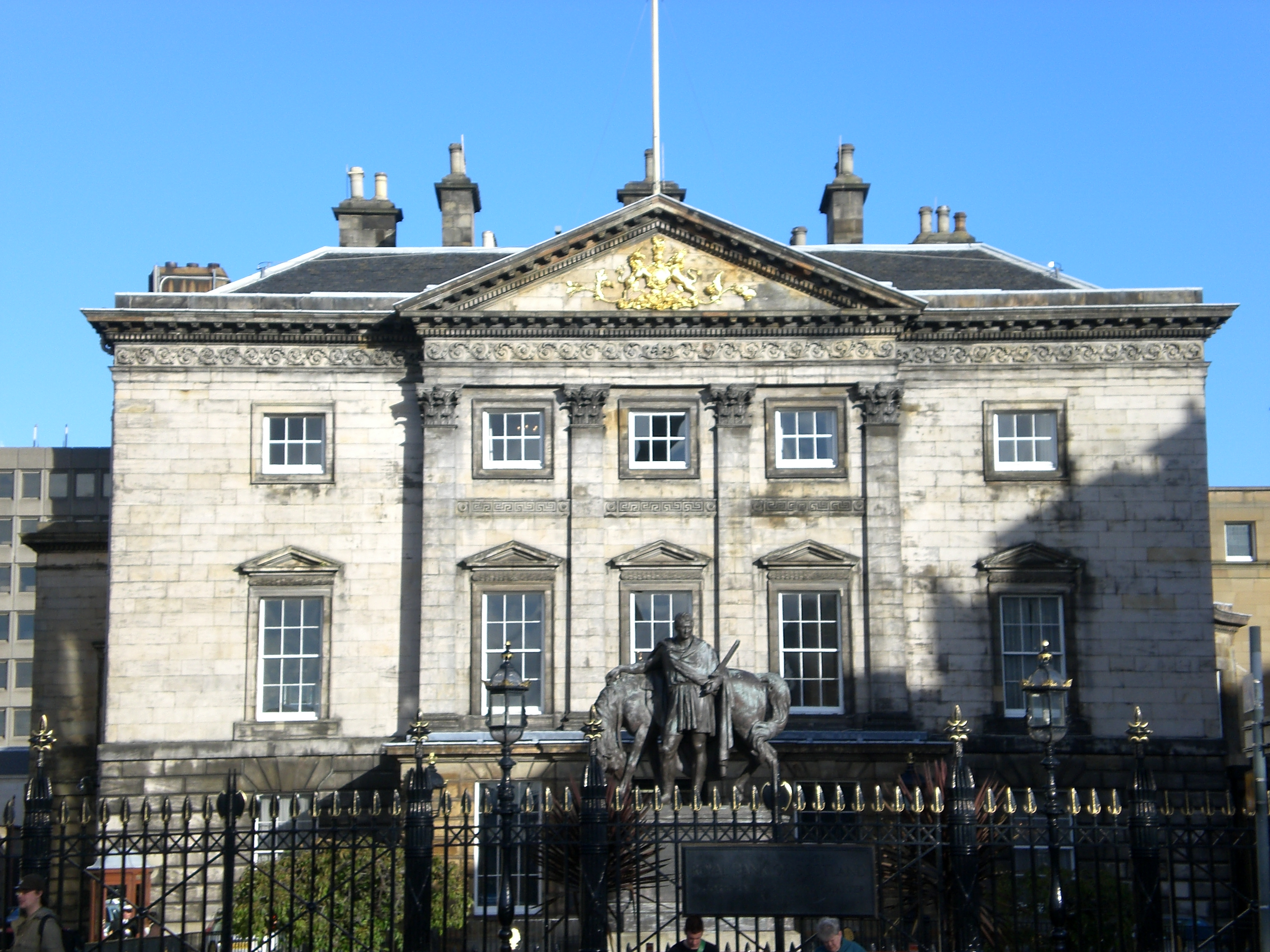
Dundas House vid St Andrews Square i Edinburgh. Byggt 1774 och förvärvat 1821, och är fortfarande det officiella huvudkontoret.

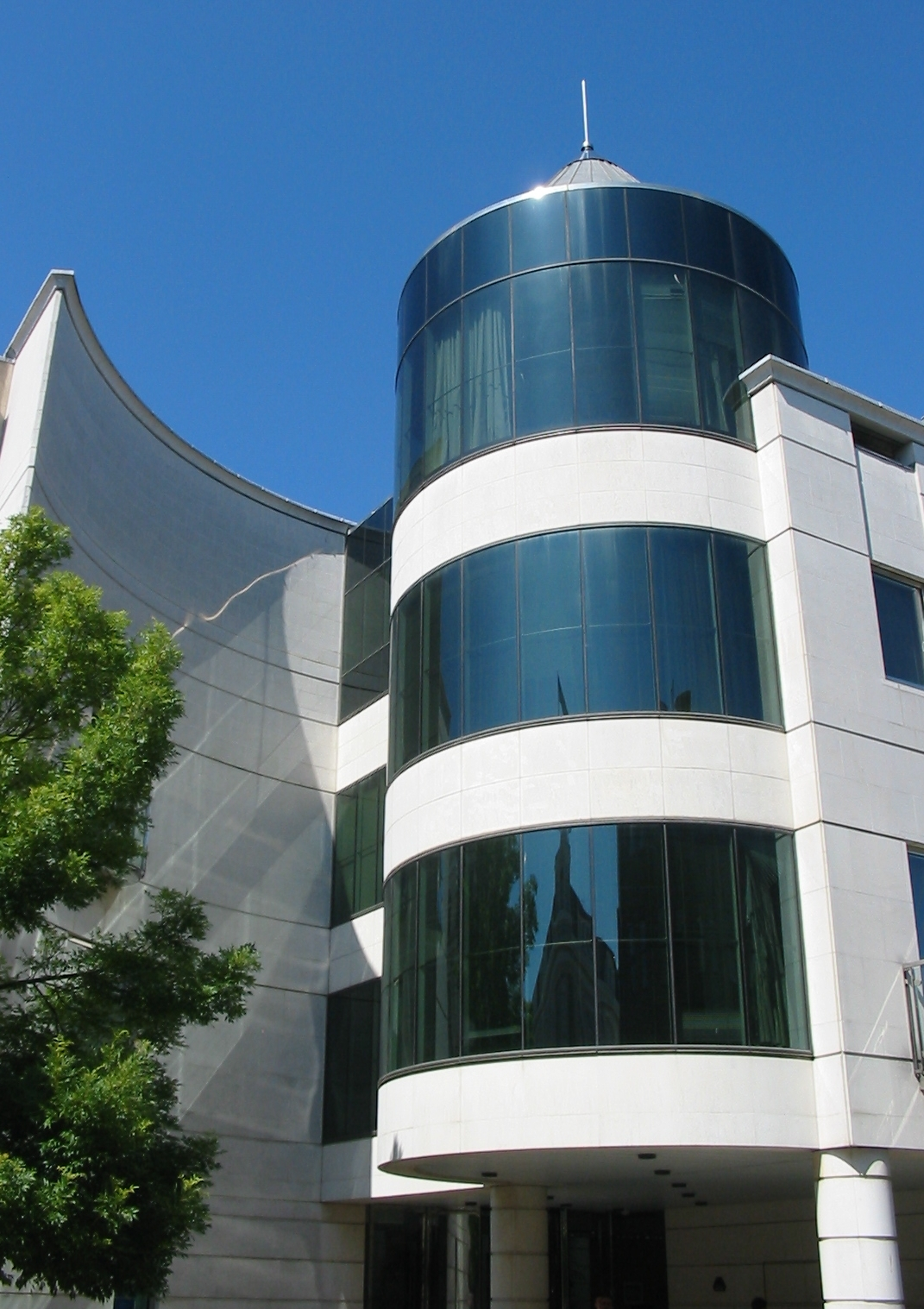
Royal Bank of Scotland i Jersey.

The Royal Bank of Scotland (skotsk gaeliska: Banca Rìoghail na h-Alba) är världens femte största bank. Den grundades år 1724 i Edinburgh. Den är helägd av NatWest Holdings. Den har 700 filialer.

## Historia
- 1724 - grundad i Edinburgh med kunglig oktroj
- 1783 - första kontoret i Glasgow öppnas
- 1874 - första kontoret i London öppnas
- 1920 - uppköp av flera småbanker från  Williams Deacons Bank, senare kombinerad med Glyn Mills & Co. för att bilda Williams and Glyn's Bank
- 1972 - sammanslagning med National Commercial Bank of Scotland
- 1980 - bud från Hong Kong and Shanghai Banking Corporation avslås
- 1985 - grundade försäkringsvarumärket Direct Line
- 1985 - Williams and Glyn's slås ihop med Royal Bank of Scotland
- 1988 - uppköp av Citizens Financial Group i Rhode Island
- 1997 - förvaltningsavdelningen uppköpt av Computershare
- 1997 - lanserar Internetbank
- 2000 - uppköp av National Westminster Bank efter en hård kamp med Bank of Scotland
- 2004 - förvärvar svenska rentingbolaget Nordisk Renting av Nordea och riskkapitalbolaget 3i. Etablerar det svenska huvudkontoret i Nordisk Rentings lokaler på Strandvägen i Stockholm

## Internationellt
The Royal Bank of Scotlands första internationella kontor öppnades i New York 1960. Efterföljande internationella banker öppnades i Chicago, Los Angeles, Houston och Hong Kong. 1988 förvärvade banken Citizens Financial Group, en bank baserad i Rhode Island, USA. Sedan dess har Citizens förvärvat flera andra amerikanska banker och 2004 förvärvade Charter One Bank.
2015 sålde dem sitt innehav i Citizens Financial Group. 2005 till 2009 var RBS Group den näst största aktieägaren i Bank of China.

## Varumärken
- Royal Bank of Scotland - skotsk clearingbank
- NatWest - brittisk clearingbank
- Adam and Company - brittisk privatbank
- Citizens Financial Group - amerikansk bank
- Direct Line - telephone financial services company
- Ulster Bank - Belfastbaserad bank
- Coutts - brittisk privatbank
- WorldPay - specialiserad inom Internetbranschen

## Samarbete med högskolor och universitet
Företaget är en av medlemmarna, benämnda Partners, i Handelshögskolan i Stockholms partnerprogram för företag som bidrar finansiellt till högskolan och nära samarbetar med den vad gäller forskning och utbildning.